# 大花猕猴桃
大花猕猴桃（学名：Actinidia grandiflora）为猕猴桃科猕猴桃属的植物，为中国的特有植物。分布于中国大陆的四川等地，生长于海拔1,800米的地区，常生于林中，目前尚未由人工引种栽培。
种名grandiflora意为“大花的”。